# Éthiopie aux Jeux olympiques d'été de 1992
L'Éthiopie participe aux Jeux olympiques d'été de 1992 à Barcelone en Espagne. Il s'agit de sa 7e participation à des Jeux d'été, un retour après le boycott des jeux de Los Angeles 1984 et de Séoul 1988. En 1992, l'Éthiopie est dirigée par le gouvernement de transition à la suite de la victoire des mouvements de guérilla contre le régime du Derg. 

## Médaillés
| Sport                   | Discipline      | Athlète(s)   | Performance    | Date   |
| Médailles d'or : 1      |                 |              |                |        |
| Athlétisme              | 10 000 m femmes | Derartu Tulu | 31 min 06 s 02 | 7 août |
| Médailles d'argent : 0  |                 |              |                |        |
| -                       |                 |              |                |        |
| Médailles de bronze : 3 |                 |              |                |        |
| Athlétisme              | 10 000 m hommes | Addis Abebe  | 28 min 00 s 07 | 3 août |
| Athlétisme              | 5 000 m hommes  | Fita Bayissa | 13 min 13 s 03 | 8 août |

## Athlétisme

### Homme
| Athlètes       | Compétitions  | Série            | Série | Finale         | Finale             |
| Athlètes       | Compétitions  | Temps            | Rang  | Temps          | Rang               |
| -------------- | ------------- | ---------------- | ----- | -------------- | ------------------ |
| Fita Bayissa   | 5 000 mètres  | 13 min 31 s 24   | 2e    | 13 min 13 s 03 | Médaille de bronze |
| Fita Bayissa   | 10 000 mètres | 28 min 23 s 55   | 1er   | 28 min 27 s 68 | 9e                 |
| Addis Abebe    | 5 000 mètres  | 13 min 40 s 76   | 6e    | Éliminé        | Éliminé            |
| Addis Abebe    | 10 000 mètres | 28 min 15 min 76 | 4e    | 28 min 00 s 07 | Médaille de bronze |
| Worku Bikila   | 5 000 mètres  | 13 min 32 s 93   | 1er   | 13 min 23 s 52 | 6e                 |
| Shemisu Hasen  | 20km marche   | NC               | NC    | 1 h 32 min 39  | 25e                |
| Tena Megere    | Marathon      | NC               | NC    | 2 h 17 min 07  | 23e                |
| Zerehune Gitaw | Marathon      | NC               | NC    | 2 h 28 min 25  | 61e                |
| Abebe Mekonnen | Marathon      | NC               | NC    | DNF            | DNF                |

### Femmes
| Athlète            | Compétition   | Série          | Série | Demi-finales | Demi-finales | Finale         | Finale        |
| Athlète            | Compétition   | Temps          | Rang  | Temps        | Rang         | Temps          | Rang          |
| ------------------ | ------------- | -------------- | ----- | ------------ | ------------ | -------------- | ------------- |
| Zewdie Hailemariam | 800 mètres    | 2 min 03 s 85  | 6e    | Éliminé      | Éliminé      | Éliminé        | Éliminé       |
| Derartu Tulu       | 10 000 mètres | 31 min 55 s 67 | 1re   | NC           | NC           | 31 min 06 s 02 | Médaille d'or |
| Moreda Tigist      | 10 000 mètres | 32 min 14 s 42 | 8e    | NC           | NC           | 34 min 05 s 56 | 12 e          |
| Luchia Yishak      | 10 000 mètres | 34 min 12.16   | 21e   | NC           | NC           | Éliminé        | Éliminé       |
| Addis Gezahegu     | Marathon      | NC             | NC    | NC           | NC           | 2 h 24 min 30  | 30e           |

## Cyclisme
Cinq cyclistes masculins ont représenté l'Éthiopie dans les épreuves sur route
| Athlète                                                | Compétition                         | Temps           | Rang |
| ------------------------------------------------------ | ----------------------------------- | --------------- | ---- |
| Biruk Abebe                                            | Course en ligne hommes              | DNF             | DNF  |
| Asmelash Geyesus                                       | Course en ligne hommes              | DNF             | DNF  |
| Daniel Tesfave                                         | Course en ligne hommes              | DNF             | DNF  |
| Biruk Abebe Hailu Fana Asmelash Geyesus Daniel Tesfave | Contre-la-montre par équipes hommes | 2 h 45 min 43 s | 28   |